# Lebia vittata
Lebia vittata är en skalbaggsart som beskrevs av Fabricius. Lebia vittata ingår i släktet Lebia och familjen jordlöpare. Inga underarter finns listade i Catalogue of Life.